# 安道爾郵政

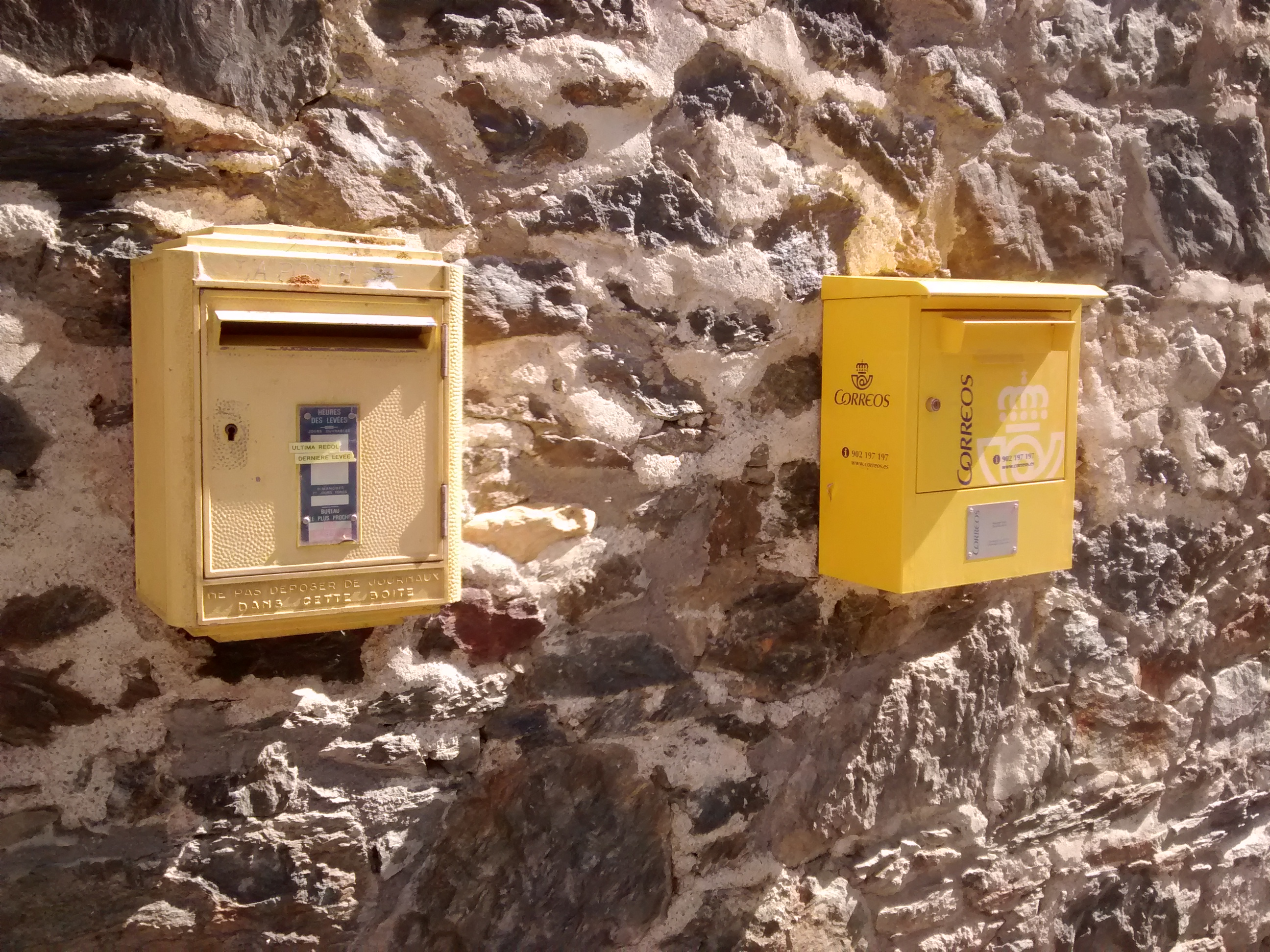
並排的法國郵政信箱（左）和西班牙郵政信箱（右）

安道爾郵政服務，並非安道爾自行經營，而是由法國郵政和西班牙郵政在安道爾各設立一所郵局，各自發行不同的安道爾國郵票，在街上各自設置不同的郵筒。
區別的方法是：郵票和郵筒上註明POSTES的是法國郵政；郵票和郵筒上註明CORREOS或CORREUS則為西班牙郵政。因前者是法文，後者是西班牙文、加泰羅尼亞文的「郵政」。郵筒上畫有王冠的也是西班牙郵政，因為法國已無皇帝，而西班牙還有國王。